# Guglia della cattedrale di Notre-Dame a Parigi
Con guglia della cattedrale di Notre-Dame a Parigi (flèche in francese) si fa riferimento a tre strutture analoghe che si sono susseguite nell'arco dei secoli al colmo del tetto in corrispondenza della crociera:
- quella del XIII secolo, degradata dagli agenti atmosferici e demolita alla fine del XVIII secolo, durante la Rivoluzione francese;
- quella del XIX secolo, costruita in stile neogotico su progetto di Eugène Viollet-le-Duc e distrutta dall'incendio del 15 aprile 2019.
- quella del XXI secolo, ricostruita sul modello della precedente, ultimata alla fine del 2023.

## La guglia del XIII secolo
La prima guglia sulla crociera della cattedrale di Notre-Dame venne costruita intorno al 1250; essa poggiava su una piattaforma ottagonale e il suo peso, attraverso un ingegnoso sistema di travi lignee, veniva direttamente scaricato sui quattro pilastri che reggono la volta della crociera; lo stesso sistema impediva alla struttura qualsiasi torsione su sé stessa in quanto dotata di otto punti di appoggio alla sua base capaci di contrastare i venti provenienti da tutte le angolazioni mediante l'incrocio delle travi. La guglia, che alla sua sommità raggiungeva l'altezza di 77,96 metri, nacque fin da subito con la funzione di torre campanaria ausiliaria («petite sonnerie» in lingua francese) e al suo interno venne installato un concerto di campane che assunse la sua conformazione definitiva agli inizi del XVII secolo ed era così composto:
| Nome       | Soprannome        | Nota | Peso   |
| ---------- | ----------------- | ---- | ------ |
| Catherine  | l'Extrême-Onction | Si3  | 254 kg |
| Magdelaine | Matiphas          | Do#4 | 195 kg |
| Barbe      | la Muette         | Re4  | 146 kg |
| Anne       | la Babillette     | Mi4  | 91 kg  |
| Pugnèse    |                   | Do5  | 25 kg  |

1. ↑  Dal nome di Simon Matifas, detto de Bucy, canonico di Notre-Dame e poi arcivescovo di Parigi dal 1290 al 1304.
2. ↑  Era la più antica campana della flèche, testimoniata fin dal 1283.

Queste campane servivano ad annunciare le celebrazioni della cattedrale congiuntamente a quelle situate nelle due torri della facciata occidentale. Ad esse se ne aggiungeva una sesta in legno, chiamata la Clopette, che veniva utilizzata dalla sera del giovedì santo alla Veglia pasquale.
A partire dal XVII secolo la guglia fu oggetto di un progressivo degrado a causa della sua particolare esposizione agli agenti atmosferici ed in particolare al vento: a causa del telaio in parte marcito, nel marzo 1606 la croce posta sulla sua sommità cadde e venne presto ripristinata; nel 1744 risultava pericolosamente inclinata verso sud-est, mentre la sua copertura in piombo era diffusamente screpolata; nel 1788 iniziò un dibattito tra esperti sull'opportunità di restaurare o demolire la guglia che portò, nel 1792, alla demolizione integrale della struttura motivata sia dalla sua instabilità, sia dalla volontà di rifonderne il rivestimento metallico; in tale occasione andò perduto anche il concerto di campane. Al momento della sua demolizione, la guglia di Notre-Dame era stimata essere la più antica di tutte quelle esistenti all'epoca.

## La guglia del XIX secolo

### Costruzione e vicende successive

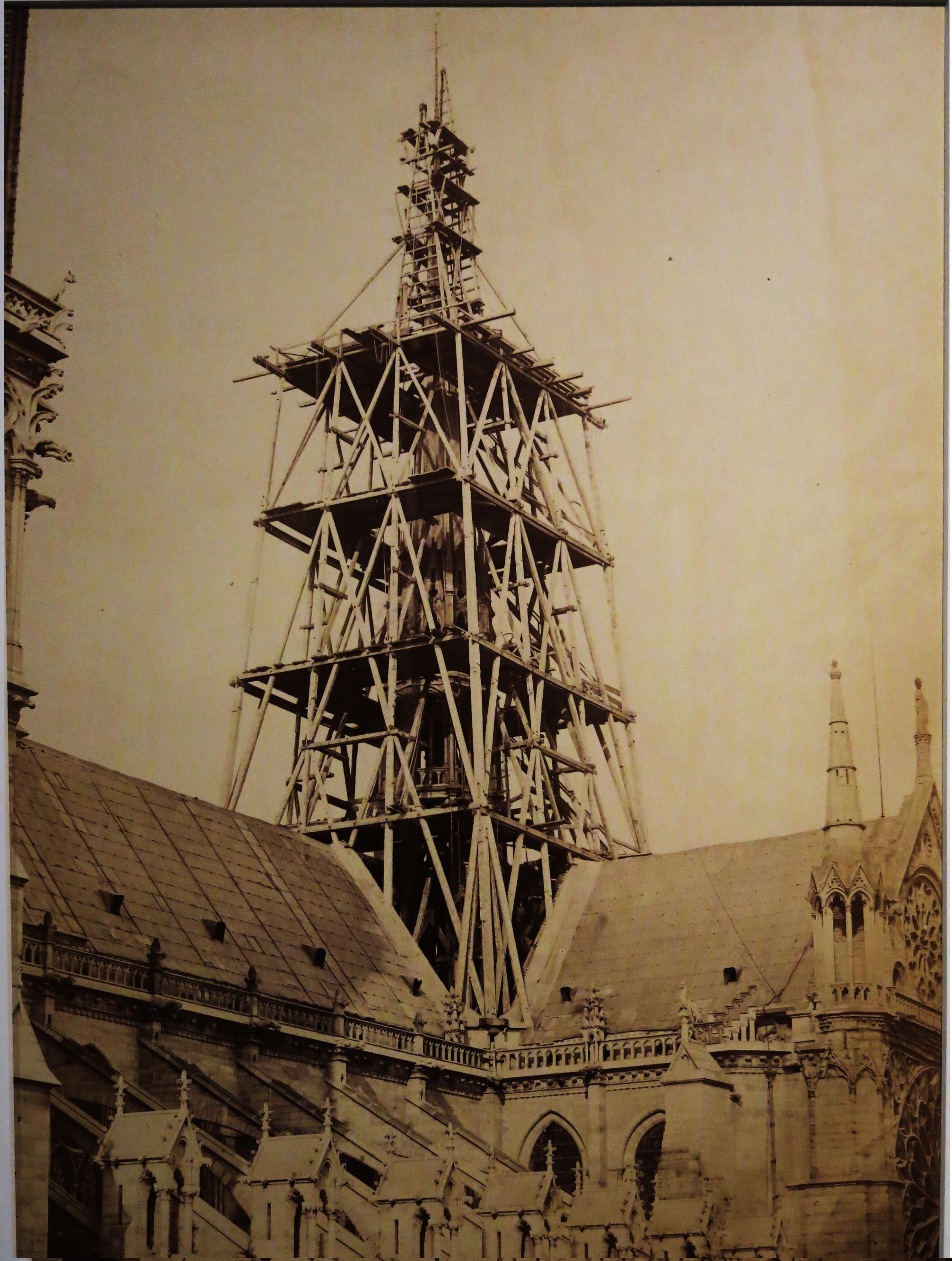
La guglia ottocentesca in costruzione

La cattedrale rimase senza guglia fino ai grandi restauri della metà del XIX secolo, diretti da Jean-Baptiste-Antoine Lassus e Eugène Viollet-le-Duc. Già nel progetto generale del 1843 era prevista la ricostruzione della guglia, tuttavia Viollet-le-Duc (che ne sarà poi l'unico progettista dopo la morte di Lassus, avvenuta il 15 luglio 1857) preferì dare la precedenza ad interventi considerati più urgenti. La nuova guglia venne disegnata nell'ottobre 1857; come modello fu presa quella della cattedrale di Sainte-Croix ad Orléans, costruita nel 1855-1859 su disegno di Émile Boeswillwald che si era a sua volta ispirato a quella della cattedrale di Notre-Dame ad Amiens, degli inizi del XVI secolo; Viollet-le-Duc fece inoltre riferimento ai numerosi elementi superstiti della struttura duecentesca di Notre-Dame presenti nei magazzini del cantiere; il suo scopo era quello di ideare e costruire una struttura che coniugasse estetica e stabilità massimale. I lavori furono autorizzati l'8 marzo 1858 e l'assemblaggio in loco delle varie componenti iniziò il 14 febbraio 1859, per concludersi nell'agosto dello stesso anno; le impalcature furono rimosse nell'inverno 1860.
Nel corso degli anni 1990 la guglia venne visitata al suo interno un centinaio di volte circa dal viaggiatore e scrittore Sylvain Tesson, mentre l'alpinista Chantal Mauduit la scalò esternamente il 10 marzo 1997; un'operazione analoga venne operata due anni dopo da due attivisti dell'associazione France-Tibet contro l'occupazione militare cinese del Tibet a quarant'anni dalla sollevazione popolare tibetana del 1959.

### Descrizione

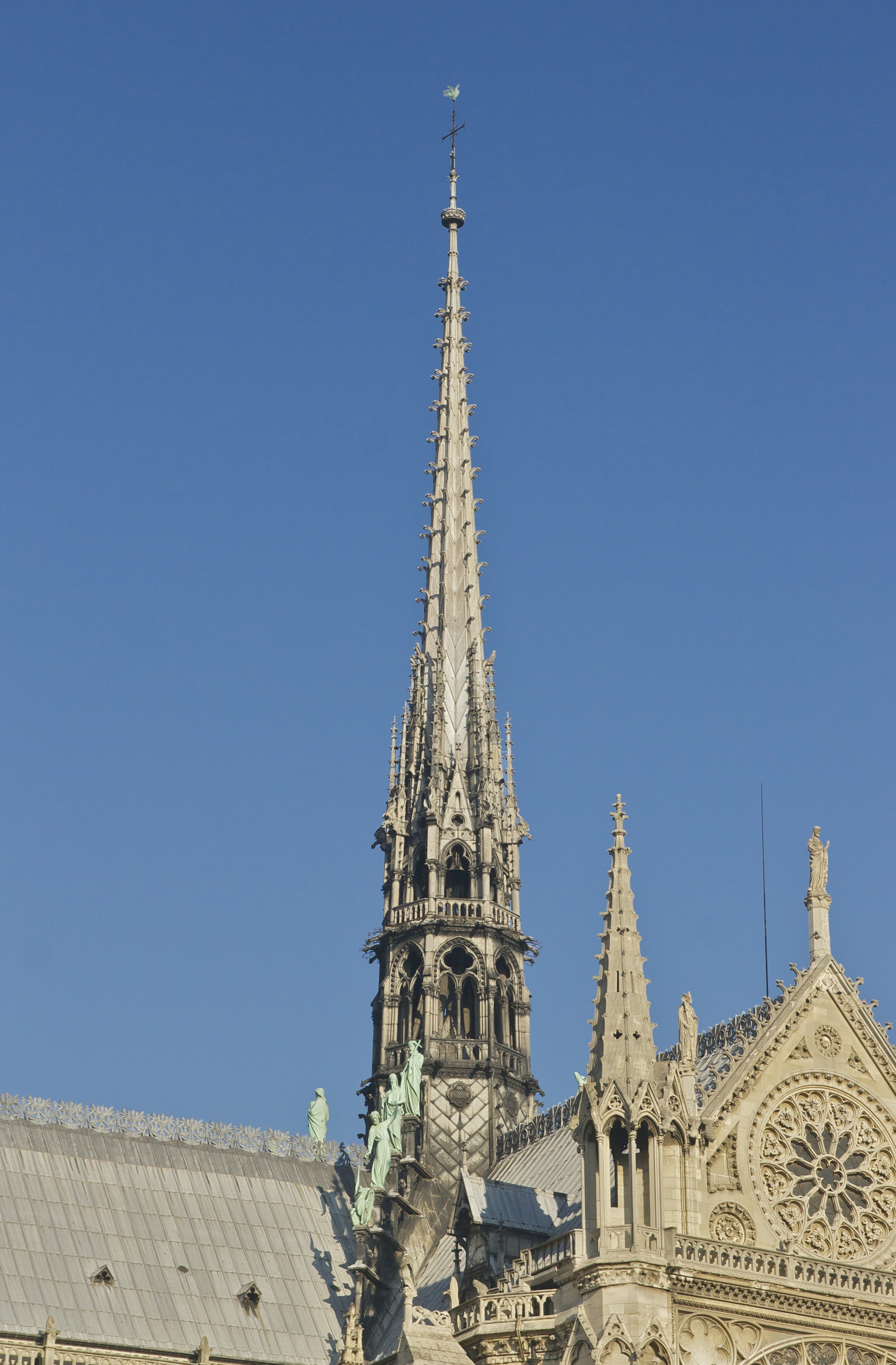
La guglia ottocentesca nel 2011

La guglia, alta circa 44,50 metri inclusa la croce, raggiungeva alla sommità un'altezza di 96 metri (18 metri in meno rispetto a quella della cattedrale di Orléans) ed era costituita da una struttura portante in legno di quercia della Champagne dal peso di 500 tonnellate, realizzata dal carpentiere Auguste Bellu (che aveva partecipato alla ricostruzione sia della guglia della Sainte-Chapelle, sotto la direzione di Lassus nel 1853, sia di quella di Orléans) e da una copertura metallica opera dell'Ateliers Durand, per la quale vennero utilizzate 250 tonnellate di piombo.
La guglia, poggiante tramite travi lignee sui quattro pilastri della crociera con un sistema di travi ricostruito ex-novo analogamente a quello duecentesco, era rinforzata alla base da quattro contraffissi posti diagonalmente rispetto alla navata e al transetto; ciascuno di essi era esternamente ornato da un gruppo di quattro statue in rame realizzate a sbalzo da Adolphe-Victor Geoffroy-Dechaume su disegno di Viollet-le-Duc, ognuna poggiante su uno dei pilastri di irrigidimento opportunamente prolungati al di sopra del relativo contraffisso. Esse, scampate all'incendio del 15 aprile 2019, sono ispirate alle sculture del XIII secolo e raffigurano i simboli dei quattro evangelisti (la statua più esterna di ciascun gruppo) e i dodici apostoli (le tre statue interne di ciascun gruppo, ognuna alta 3 metri); le statue degli apostoli guardavano tutte in basso verso la città ad eccezione di quella raffigurante san Tommaso (la più alta del gruppo sud-est), patrono degli architetti, che ha le sembianze di Eugène Viollet-le-Duc (il cui nome è riportato sulla riga che tiene nella mano destra) ed era rivolta verso la "sua" guglia. L'intera struttura lignea ruotava intorno ad un pilastro centrale che, alla sua base, presentava una placca in ferro di modeste dimensioni recante simboli considerati massonici come la squadra e il compasso, e la seguente iscrizione:
(Iscrizione alla base del pilastro centrale della guglia.)

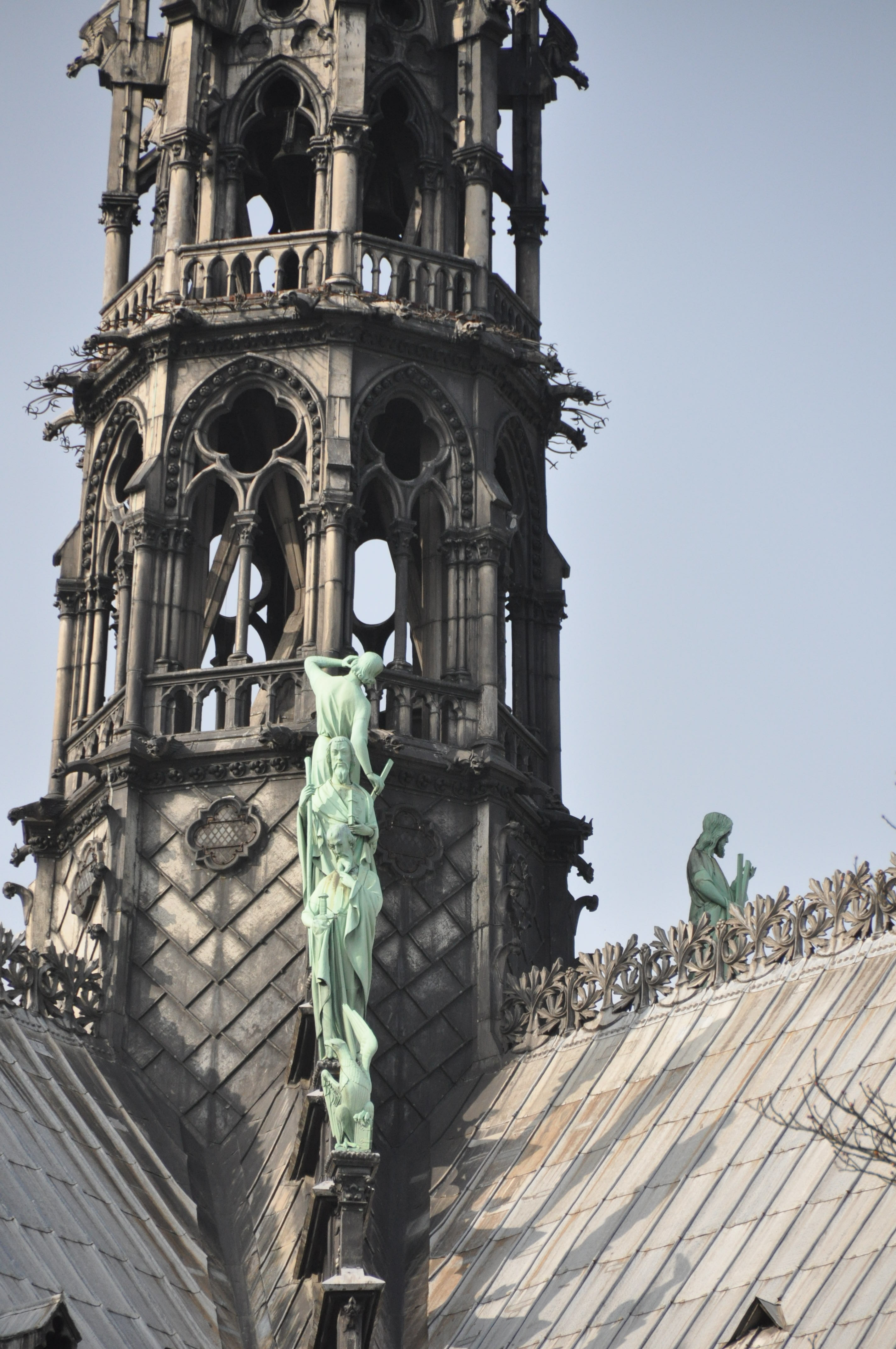
Le statue degli apostoli e la base della guglia

La base della guglia ottocentesca era alta 9,20 metri e, al fine di contrastare possibili deformazioni della struttura portante, si stringeva leggermente verso l'alto con una leggera convergenza verso il centro degli elementi perimetrali difficilmente percepibile per effetto della prospettiva; presentava rispetto alla base della guglia duecentesca e a quella del progetto del 1843 un piano in più per meglio sostenere la guglia soprastante mediante un sistema interno di travi poste diagonalmente tra di loro. L'intero apparato decorativo era in piombo. Nell'ordine inferiore, con tegole romboidali, si apriva su ogni lato una finestra a quadrilobo di modeste dimensioni; in quello intermedio una bifora, mentre in quello superiore una monofora con slanciata ghimberga; le finestre dei due piani superiori presentavano un parapetto ad archetti, mentre i cornicioni intermedi erano ornati agli angoli da gargolle intervallate da fulmini sporgenti verso l'esterno, analoghi a quelli della guglia della cattedrale di Amiens, che secondo la credenza medioevale avevano il potere di allontanare i lampi dall'edificio. La copertura piramidale era costituita da sedici spicchi disposti a stella che al tempo stesso mostrava una grande resistenza ai venti e conferiva alla guglia un aspetto più snello, con effetti di chiaroscuro; alla sua sommità si trovava una corona di rose e gigli, sormontata dalla croce, l'intersezione dei cui bracci costituiva il punto 75056AO della rete geodetica francese.. Sopra la croce vi era una statua a tutto tondo in rame, anch'essa opera di Geoffroy-Dechaume, del peso di 30 kg raffigurante un gallo; al suo interno nel 1859 venne collocato un frammento della Corona di spine di Gesù custodita all'interno della cattedrale; nel 1935 su iniziativa dell'arcivescovo di Parigi cardinale Jean Verdier, vi furono inserite anche due reliquie dei santi Dionigi e Genoveffa.
All'interno del secondo piano della base della guglia trovava luogo un concerto di tre campane fuso nel 1864 dalla ditta Dubuisson-Gallois ed installato due anni dopo; insieme a quello situato immediatamente al di sopra della volta della crociera ed udibile all'interno della cattedrale, era collegato all'orologio del transetto sud, realizzato da Armand-François Collin nel 1867. Il concerto della flèche era così composto:
| Campana            | Nota | Peso   | Diametro |
| ------------------ | ---- | ------ | -------- |
| HF 1               | Sol3 | 450 kg | 91,5 cm  |
| HF 2               | Si♭3 | 250 kg | 74,5 cm  |
| Cloche du Chapitre | Re4  | 130 kg | 63,5 cm  |

### Restauri e distruzione
La flèche venne restaurata una prima volta nel 1882 e nel 1886 dall'Atelier Monduit e nuovamente nel 1935-1937. A causa di un diffuso degrado della copertura in piombo dovuto sia agli agenti atmosferici, sia alle pallottole che lo avevano colpito durante la Liberazione di Parigi nell'agosto 1944, nell'ambito dei lavori di restauro complessivi dell'intera cattedrale iniziati nel 2013 e affidati alla direzione dell'architetto in capo dei monumenti storici di Francia Philippe Villeneuve, era previsto un intervento mirato anche sulla flèche, affidato all'impresa Socra di Périgueux, dal costo di 11 milioni di euro (dei quali 2,5 finanziati dallo Stato francese) e dalla durata prevista di tre anni; era inoltre stata programmata un'operazione simile ogni ottant'anni. La ristrutturazione ha avuto inizio l'11 aprile 2019 con la rimozione delle sedici statue poste alla base della flèche che, a partire dall'autunno dello stesso anno e fino alla fine dell'intervento, sarebbero state esposte nel coro della cattedrale e a coppia portate a Périgueux per essere anch'esse restaurate.
La sera del 15 aprile 2019 un violento incendio è scoppiato nel sottotetto nell'area alla base della flèche; le fiamme hanno causato la perdita totale del tetto della cattedrale e della flèche stessa che, avvolta dalle fiamme, alle 19:50 è crollata: la parte superiore ha causato il collasso delle vele della volta tra la quarta e la quinta campata della navata centrale, mentre la sezione inferiore quello della volta della crociera. Le uniche parti superstiti sono le statue, rimosse quattro giorni prima, e il gallo, la cui rimozione era stata prevista per il giugno 2019, rinvenuto pressoché integro con le reliquie in esso contenuto sul tetto della navata destra del coro della cattedrale.
Il 17 aprile 2019 il primo ministro francese Édouard Philippe ha annunciato l'indizione di un concorso internazionale di architettura per decidere se ricostruire la flèche; in caso di risposta affermativa, dovrà essere stabilito se riedificarla identica a quella di Viollet-le-Duc oppure se in una forma del tutto inedita.
I dibattiti sulla ricostruzione modernizzante della torretta di colmo, ad esempio, si sono conclusi con la decisione di ricostruire le parti danneggiate e distrutte in modo immutato all'esterno, ricostruendo quindi anche la torretta di colmo secondo il modello del 1859 e ricostruendo anche una capriata di quercia secondo il modello medievale con un tetto in piombo. Nel realizzare questo approccio di restauro del monumento, formulato per la prima volta da John Ruskin, sono state seguite le argomentazioni di rinomati conservatori di monumenti e dell'UNESCO, che hanno perseguito la pretesa di restaurare un simbolo architettonico autonomo e integro. Sebbene ciò abbia ripristinato l'autenticità associata alla struttura distrutta, ha minato l'approccio monumentale più creativo di Viollet-le-Duc che fu lo stesso ideatore di ciò che nel 2019 fu distrutto.

### Galleria d'immagini

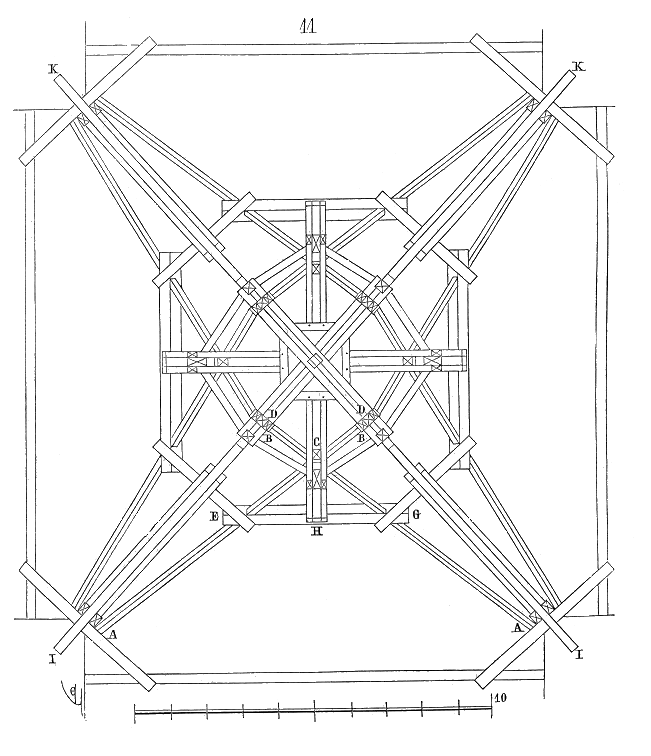
Pianta della carpenteria
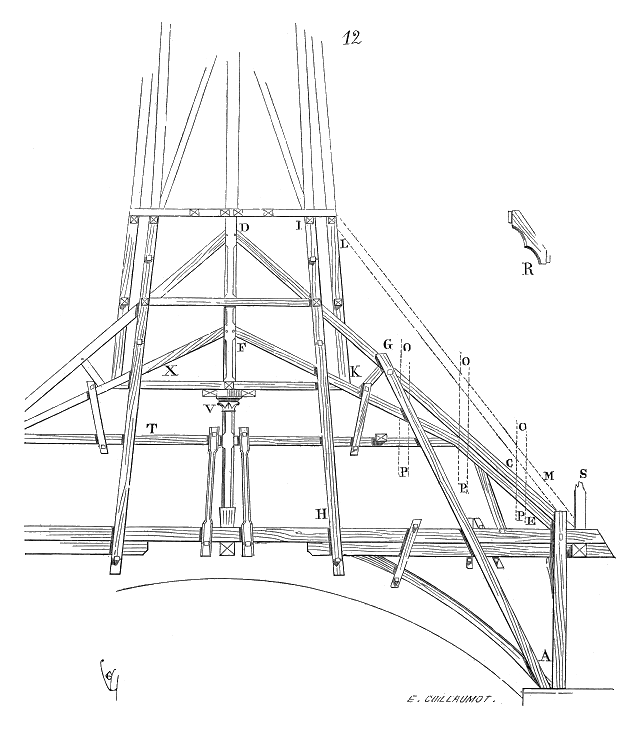
Spaccato della carpenteria
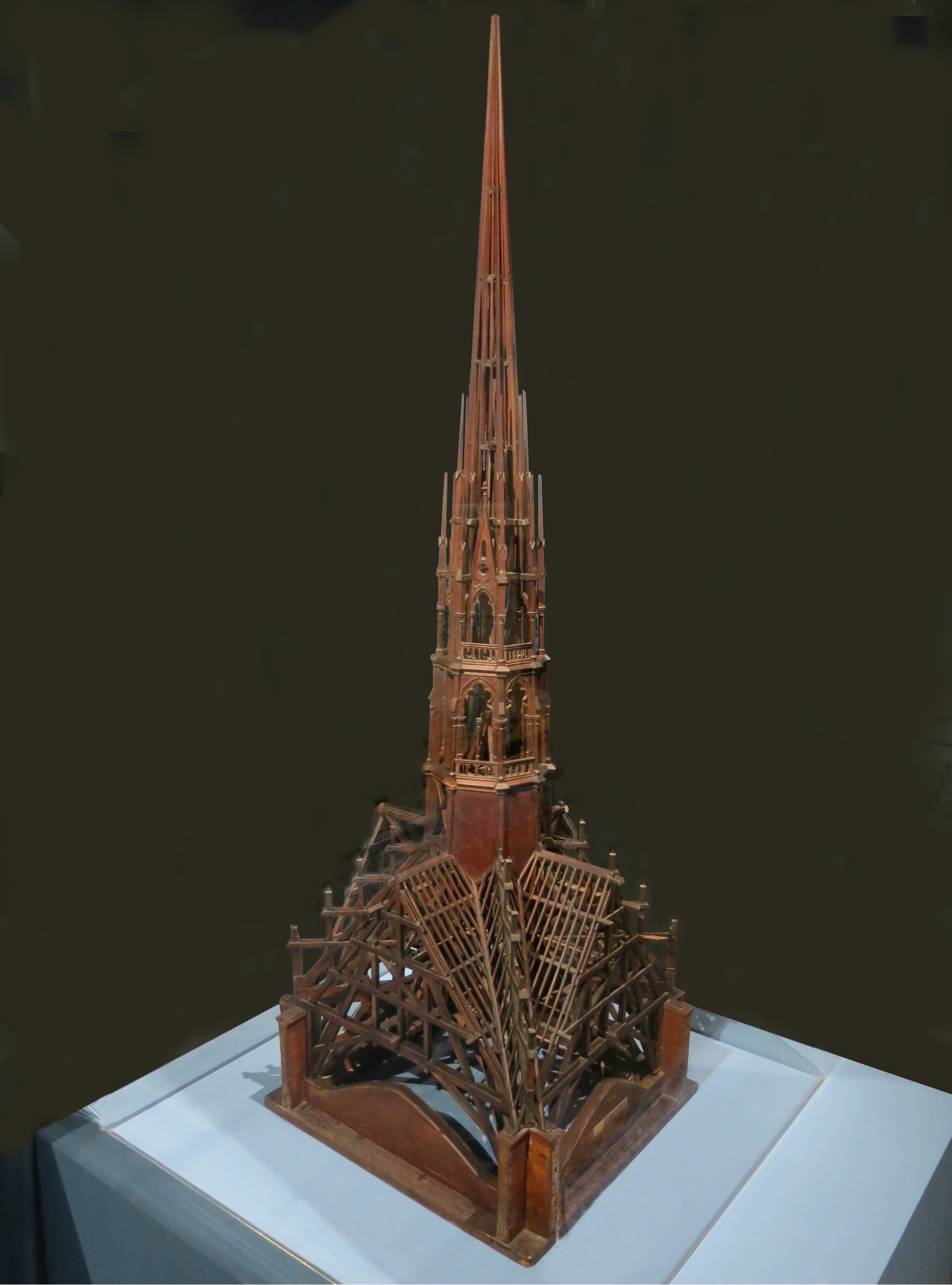
Modellino della flèche e della carpenteria
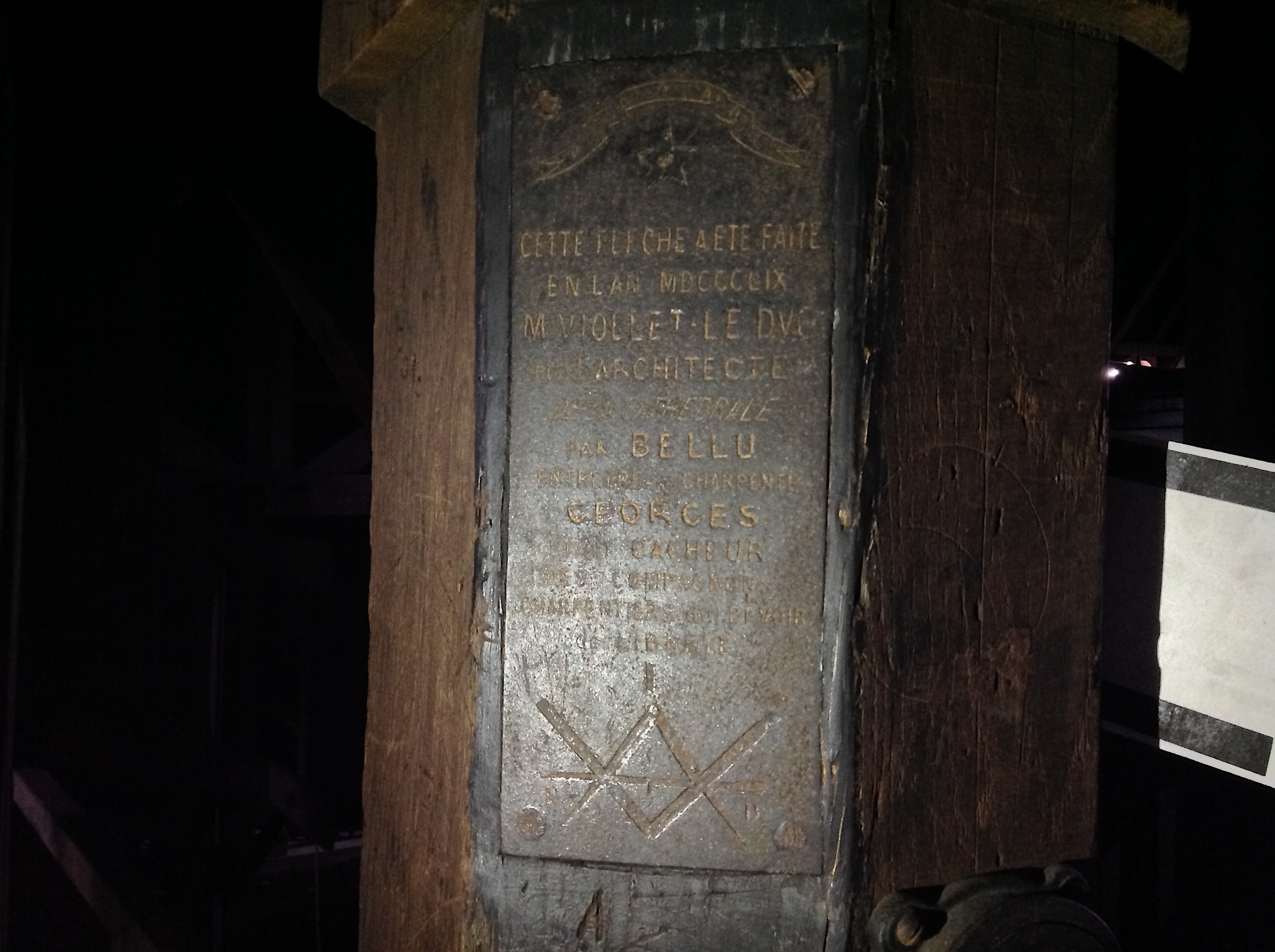
Placca con iscrizione alla base del pilastro centrale
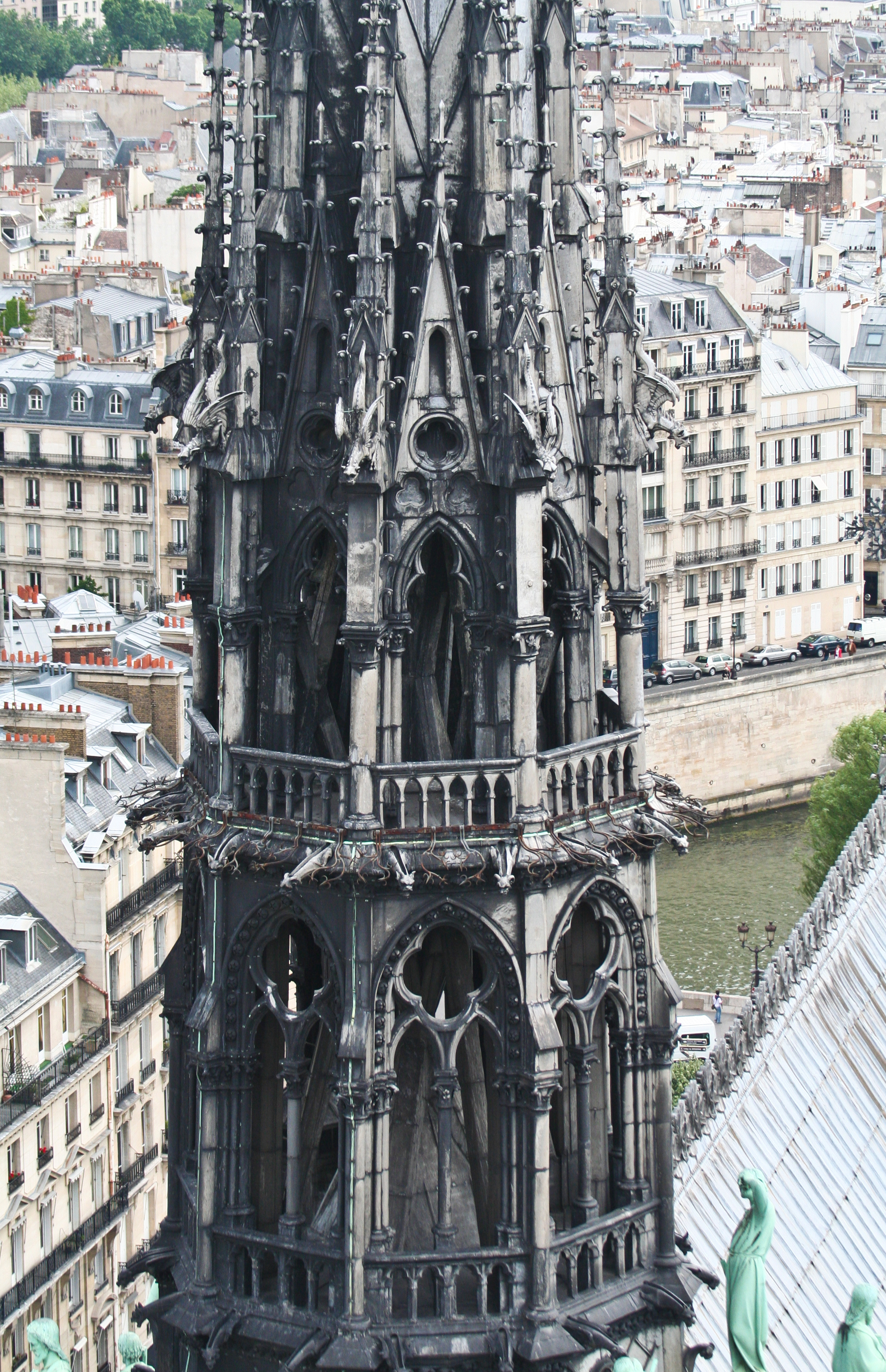
Base della flèche
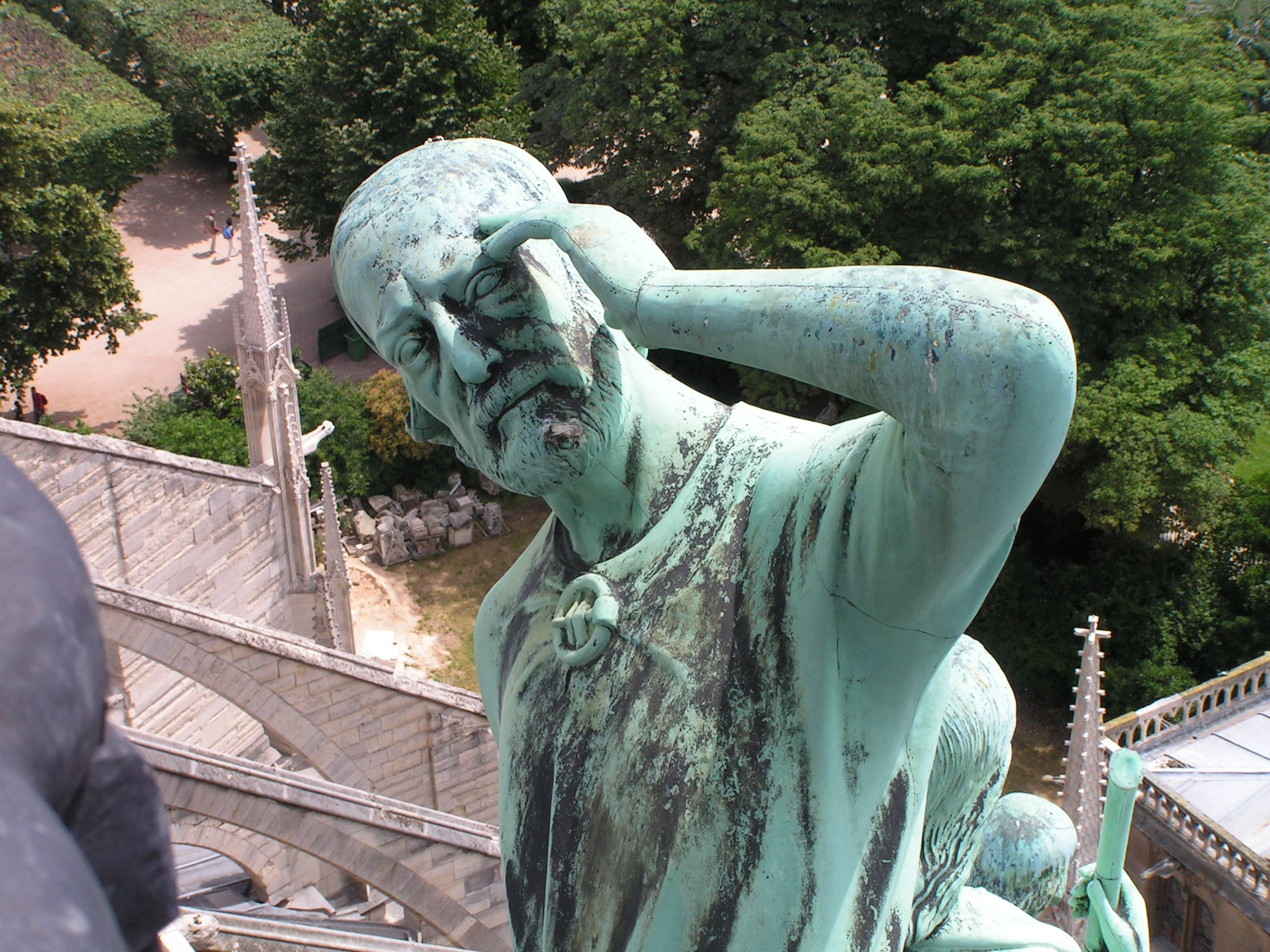
Statua di San Tommaso
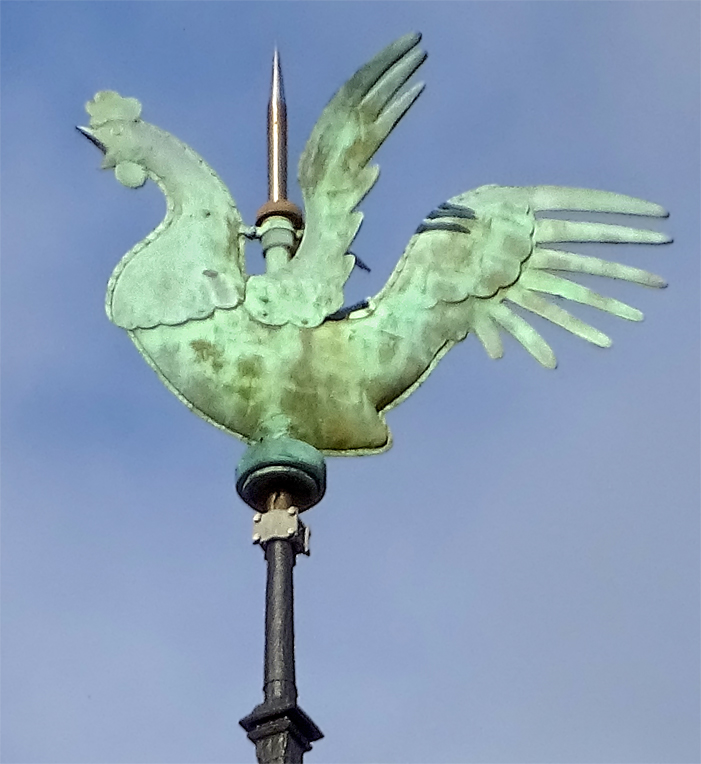
Il gallo
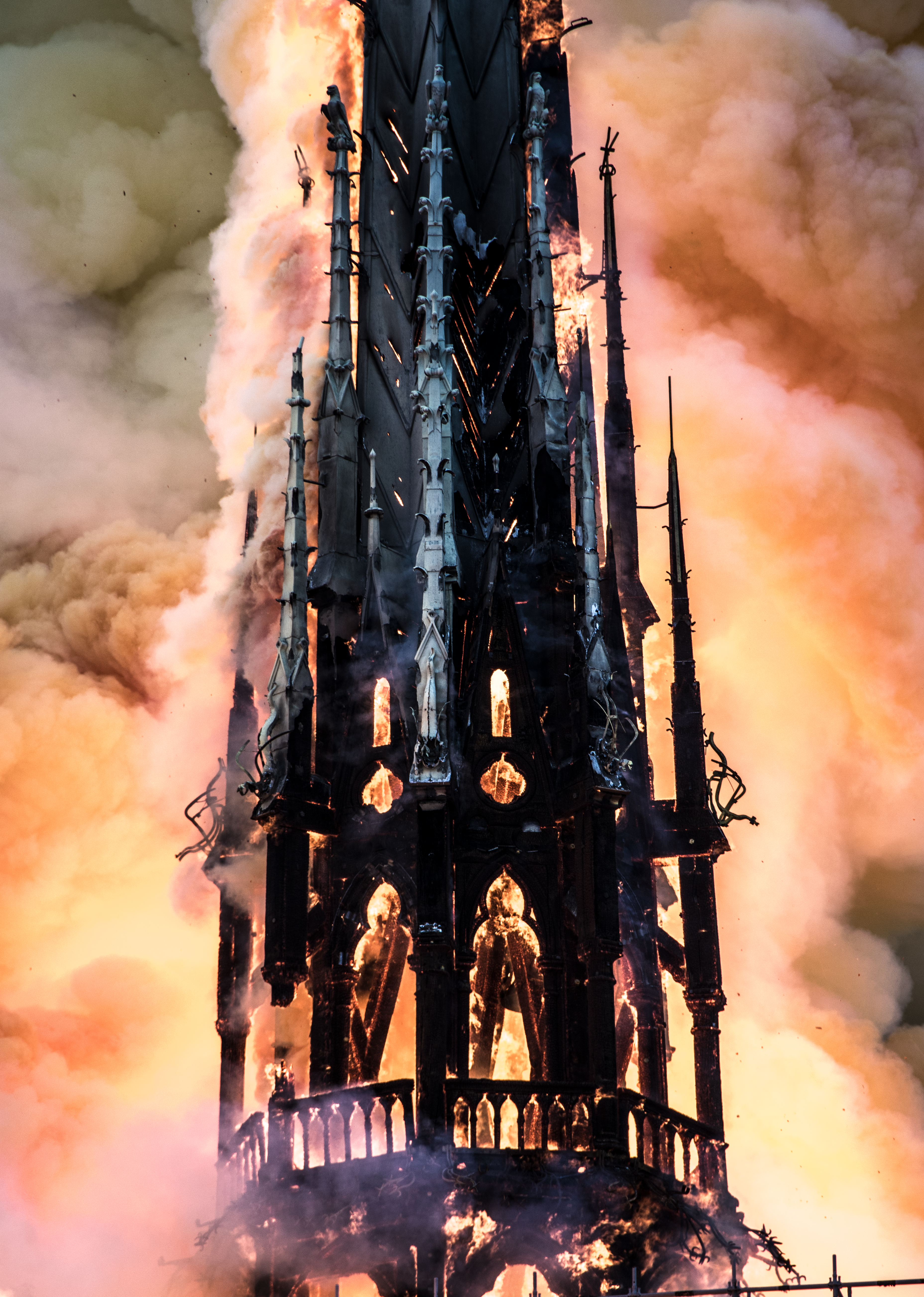
La flèche in fiamme (2019)